# 기원전 35세기
기원전 35세기는 기원전 3500년부터 기원전 3401년까지를 말한다.

## 사건
- 사하라가 사바나에서 본격 사막으로 바뀌기 시작함.
- 필리핀의 르사록 화산의 분화
- 기원전 3500년경 히에라폴리스에 최초의 동물원이 생김.
- 수메르인들이 도장을 개발함.
- 기원전 3400년경 수메르 신전 기록에 인장이 사용됨.
- 기원전 3500년경 수메르에서 그림문자가 진보하여 본격 문자가 되기 시작함. 따라서 이 시기 이후를 "기록된 시대"로서의 역사 시대라고 말할 수 있음.
- 기원전 3500년경 아일랜드의 아르드리의 수도였다는 타라 언덕에 최초의 기념물이 세워짐. 오늘날에도 그 흔적이 남아 있으며, "둠나 나 은갈(Duma na nGiall)"이라고 불림.[1]

## 문화
- 이란 수사
- 수메르 우루크 시대
- 고대 이집트 나카다 문화
- 미노아 제1초기
- 스레드니 스톡 문화의 말엽
- 얌나 문화의 초엽
- 쿠쿠테니 문화
- 빈챠 문화
- 대서유럽의 거석기념물
- 사르데냐 누라긱 문화
- 빗살무늬토기 문화
- 누두형 비커 문화
- 양사오 문화

## 유물
- 키시 서판
- 브로노키케 솥
- 진저 (미라)
- 하와르의 옹이

## 년대와 년도
| 기원전 3500년대 | 전3509 | 전3508 | 전3507 | 전3506 | 전3505 | 전3504 | 전3503 | 전3502 | 전3501 | 전3500 |
| 기원전 3490년대 | 전3499 | 전3498 | 전3497 | 전3496 | 전3495 | 전3494 | 전3493 | 전3492 | 전3491 | 전3490 |
| 기원전 3480년대 | 전3489 | 전3488 | 전3487 | 전3486 | 전3485 | 전3484 | 전3483 | 전3482 | 전3481 | 전3480 |
| 기원전 3470년대 | 전3479 | 전3478 | 전3477 | 전3476 | 전3475 | 전3474 | 전3473 | 전3472 | 전3471 | 전3470 |
| 기원전 3460년대 | 전3469 | 전3468 | 전3467 | 전3466 | 전3465 | 전3464 | 전3463 | 전3462 | 전3461 | 전3460 |
| 기원전 3450년대 | 전3459 | 전3458 | 전3457 | 전3456 | 전3455 | 전3454 | 전3453 | 전3452 | 전3451 | 전3450 |
| 기원전 3440년대 | 전3449 | 전3448 | 전3447 | 전3446 | 전3445 | 전3444 | 전3443 | 전3442 | 전3441 | 전3440 |
| 기원전 3430년대 | 전3439 | 전3438 | 전3437 | 전3436 | 전3435 | 전3434 | 전3433 | 전3432 | 전3431 | 전3430 |
| 기원전 3420년대 | 전3429 | 전3428 | 전3427 | 전3426 | 전3425 | 전3424 | 전3423 | 전3422 | 전3421 | 전3420 |
| 기원전 3410년대 | 전3419 | 전3418 | 전3417 | 전3416 | 전3415 | 전3414 | 전3413 | 전3412 | 전3411 | 전3410 |
| 기원전 3400년대 | 전3409 | 전3408 | 전3407 | 전3406 | 전3405 | 전3404 | 전3403 | 전3402 | 전3401 | 전3400 |
| 기원전 3390년대 | 전3399 | 전3398 | 전3397 | 전3396 | 전3395 | 전3394 | 전3393 | 전3392 | 전3391 | 전3390 |